# Цетаганда
«Цетаганда» (англ. Cetaganda) — науково-фантастичний роман Лоїс Макмастер Буджолд, вперше виданий у чотирьох частинах з жовтня по грудень 1995 року в журналі «Analog Science Fiction and Fact» і вийшов як книга у видавництві Baen Books в січні 1996 року. Це частина Саги про Форкосіганів.

## Короткий сюжет
Майлз та Іван вирушають на рідну планету Цетагандійської імперії як представники Барраяра на Імперських похоронах Імператриці, матері нинішнього Імператора. Незабаром вони потрапляють у павутину внутрішньої цетегандійської змови, яка призводить до вбивства.
Майлз утворює незвичайний союз з Ріан Дігітар, «служницею Зоряних ясел», на яку покладені обов'язки імператриці до обрання нової. Майлз вирішує складну загадку і запобігає розвалу Цетегандійської імперії на дев'ять небезпечних експансіоністські налаштованих частин. Потім, на свій жаль, він привселюдно отримує орден «За заслуги», найвищу цетегандійську нагороду, від самого Імператора. Він також підбирає ключі до цетагандійського генетичного експерименту, який стає об'єктом багатьох обдурювань в романі «Етан з Афону».

## Критичне сприйняття
Роман «Цетаганда» був номінований на премію «Локус» в 1997 році, в тому ж році як «Пам'ять», наступна книга в серії.
Він отримав змішані відгуки:
- The SF Site писав, що він має «гарну і смачну загадку у своїй суті»[3].
- Огляд Tor.com казав: «Я не знаходжу цетагандійську політичну ситуацію дуже правдоподібною, і гірше, я не знаходжу її дуже цікавою».[4]
- SFF.net зазначив, що «в цілому це, безумовно, приємна книга, хоч і не краща (у Буджолд)»[5].